# Ketschenweiler
Ketschenweiler ist ein Gemeindeteil der Großen Kreisstadt Dinkelsbühl im Landkreis Ansbach (Mittelfranken, Bayern). Ketschenweiler liegt in der Gemarkung Esbach.

## Geografische Lage
Der Weiler liegt fünf Kilometer westnordwestlich des Dinkelsbühler Zentrums unmittelbar an der Grenze zur Gemeinde Fichtenau in Baden-Württemberg. Durch den Ort fließt der Krebsgraben (im Unterlauf Hinterwiesengraben genannt), der ein linker Zufluss des Hardgrabens ist (im Mittellauf Mühlgraben, im Unterlauf Walkenweiherbach genannt), der wiederum ein rechter Zufluss der Wörnitz ist. Der Ort ist unmittelbar von Acker- und Grünland umgeben. 0,5 km nordöstlich liegt das Winterholz. Gemeindeverbindungsstraßen führen nach Esbach (0,6 km südöstlich), nach Rauenstadt (0,5 km südlich) und nach Bernhardsweiler (1,2 km westlich).

## Geschichte
Die Fraisch über Ketschenweiler war strittig zwischen dem ansbachischen Oberamt Crailsheim und dem oettingen-spielbergischen Oberamt Mönchsroth. Die Dorf- und Gemeindeherrschaft sowie die Grundherrschaft über alle Anwesen hatte das Rittergut Bernhardsweiler. Gegen Ende des 18. Jahrhunderts bestand der Ort aus 5 Gütlein. Von 1797 bis 1808 unterstand der Ort dem Justiz- und Kammeramt Crailsheim.
Im Jahr 1809 wurde Ketschenweiler infolge des Gemeindeedikts dem Steuerdistrikt und der Ruralgemeinde Weidelbach zugeordnet. Mit dem Zweiten Gemeindeedikt (1818) wurde der Ort in die neu gebildete Ruralgemeinde Esbach überwiesen. Am 1. April 1971 wurde Ketschenweiler im Zuge der Gebietsreform in Bayern nach Dinkelsbühl eingegliedert.

### Baudenkmal
- Haus Nr. 10a: ehemaliger Bauernhof, zweigeschossiges Wohnstallhaus mit Satteldach und Putzgliederung, zweites Viertel 19. Jahrhundert; Scheune, verputzter Massivbau mit Satteldach, bezeichnet „1833“.[11]

### Einwohnerentwicklung
| Jahr      | 001818 | 001840 | 001861 | 001871 | 001885 | 001900 | 001925 | 001950 | 001961 | 001970 | 001987 | 002015 |
| Einwohner | 28     | 29     | 36     | 33     | 27     | 33     | 33     | 44     | 33     | 36     | 24     | 35     |
| Häuser    | 5      | 7      |        |        | 6      | 6      | 6      | 7      | 6      |        | 6      |        |
| Quelle    | [ 13 ] | [ 14 ] | [ 15 ] | [ 16 ] | [ 17 ] | [ 18 ] | [ 19 ] | [ 20 ] | [ 21 ] | [ 22 ] | [ 23 ] | [ 1 ]  |

## Religion
Der Ort ist seit der Reformation evangelisch-lutherisch geprägt und bis heute nach St. Ulrich (Weidelbach) gepfarrt. Die Katholiken sind nach St. Georg (Dinkelsbühl) gepfarrt.